# Titularerzbistum Preslavus
Preslavus (ital.: Preslavo) ist ein Titularerzbistum der römisch-katholischen Kirche.
Es geht zurück auf einen untergegangenen Erzbischofssitz in der Stadt Pliska in Bulgarien.
| Titularerzbischöfe von Preslavus |                         |                                                                                             |                    |                    |
| Nr.                              | Name                    | Amt                                                                                         | von                | bis                |
| 1                                | Mathias Clement Lenihan | emeritierter Bischof von Great Falls (USA)                                                  | 14. Februar 1930   | 19. August 1943    |
| 2                                | Thomas Cooray OMI       | Koadjutorerzbischof von Colombo in Ceylon (Britisch-Indien/Ceylon)                          | 14. Dezember 1945  | 26. Juli 1947      |
| 3                                | Maurice Baudoux         | Koadjutorerzbischof von Saint-Boniface (Kanada)                                             | 4. März 1952       | 14. September 1955 |
| 4                                | Joseph-Martin Urtasun   | Koadjutorerzbischof von Avignon-Apt, Cavaillon, Carpentras, Orange, und Vaison (Frankreich) | 17. September 1955 | 22. April 1957     |
| 5                                | Benedetto Falcucci      | emeritierter Bischof von Pescara und Penne (Italien)                                        | 1. Januar 1959     | 7. Juli 1977       |